# Puliciphora haplpyga
Puliciphora haplpyga är en tvåvingeart som först beskrevs av Borgmeier 1969.  Puliciphora haplpyga ingår i släktet Puliciphora och familjen puckelflugor.
Artens utbredningsområde är Costa Rica. Inga underarter finns listade i Catalogue of Life.